# Sessions 2000
Sessions 2000 Jean-Michel Jarre teljesen új, eddig szokatlan hangzású albuma. Az inkább ambient, jazz, chillout kategóriába sorolható számokkal teljesen új oldalát mutatta be. Szám címek helyett, az aznapi dátumok szerepelnek, mely napokon születtek a számok.

## Számlista
1. January 24 -	5:58
2. March 23 -	8:00
3. May 1 -	4:49
4. June 21 -	6:18
5. September 14 -	9:30
6. December 17 - 8:12